# Taraxacum shikotanense
Taraxacum shikotanense là một loài thực vật có hoa trong họ Cúc. Loài này được Kitam. miêu tả khoa học đầu tiên năm 1933.